# St. Barbara-Hospital (Gladbeck)
Das St. Barbara-Hospital ist das einzige Krankenhaus in der ehemaligen Bergarbeiterstadt Gladbeck. Das Krankenhaus gehört zu den Katholischen Kliniken Emscher-Lippe GmbH im katholischen Leistungsverbund der St. Augustinus Gelsenkirchen GmbH und versorgt jährlich ca. 10.000 Patienten stationär und bis zu 15.000 weitere Patienten ambulant.

## Geschichte
Im Jahr 1888 wurde der Antrag zur Errichtung des Krankenhauses bei der Königlichen Regierung in Münster gestellt und ging auf die Initiative des Pfarrers Franz Nonn zurück. Am 24. März 1894 wurde das Gladbecker Krankenhaus schließlich eröffnet. Das Hospital erhielt den Namen der Heiligen Barbara, Schutzpatronin der Bergleute. Das Gebäude war als „Wohnhaus zur Krankenversorgung“ konzipiert worden.  Im Haus wurden alle Kranken ohne Ansehen der Religion angenommen und behandelt. Dies war in den „Statuten des Krankenhauses zu Gladbeck“ festgelegt und vom damals zuständigen Bischof in Münster genehmigt worden. Seit 1999 gehört das St. Barbara-Hospital der Katholische Kliniken Emscher-Lippe GmbH (KKEL) an. Der Klinikverbund entstand durch den Zusammenschluss des St. Barbara-Hospitals mit dem St. Josef-Hospital in Gelsenkirchen, dem St. Antonius-Krankenhaus in Bottrop und dem St. Hedwig-Hospital in Gelsenkirchen-Resse. Die KKEL ist wiederum seit 2018 dem St. Augustinus Gelsenkirchen-Leistungsverbund zugehörig.

## Struktur des Krankenhauses
Das St. Barbara-Hospital hat 700 Mitarbeiter und ist mit seinen 323 Betten für die medizinische Versorgung in Gladbeck und Umgebung zuständig.

### Fachabteilungen
Das Haus hat gegenwärtig acht Fachabteilungen.
- Allgemein-, Viszeral- und Gefäßchirurgie
- Unfallchirurgie/Orthopädie
- Anästhesie/operative Intensivmedizin/Schmerztherapie
- HNO
- Innere Medizin/Gastroenterologie/konservative Intensivmedizin
- Kardiologie/Angiologie
- Neurologie/Rehabilitation/neurologische Komplexbehandlung
- Urologie/Kinderurologie

Die Klinik für Neurologie, Rehabilitation und Neurologische Komplexbehandlung ist Schwerpunktzentrum für die Behandlung von Menschen mit Multipler Sklerose und als solches bereits mehrfach von der Deutschen Multiple Sklerose Gesellschaft ausgezeichnet worden: Die erste Auszeichnung durch die DMSG erfolgte im Jahr 2008. Darüber hinaus kooperiert die Neurologische Klinik des St. Barbara-Hospitals mit dem Neurovaskulären Netzwerk Ruhr (NVNR).

### Praxen und Institute
- Praxis für Radiologie und Nuklearmedizin
- Institut für Therapie

### Zentren
- Ambulanz für Bewegungsstörungen und Morbus Parkinson
- KKEL-Demenzzentrum

Ergänzend zu den Behandlungsangeboten ermöglicht das St. Barbara-Hospital Patienten und Angehörigen die Teilnahme an einem spezialisierten Kursangebot. Für an Demenz erkrankte Personen und ihre familiär oder privat mitbetroffenen Begleitpersonen wird beispielsweise der Kurs „Demenzbegleitung für Angehörige und Bezugspersonen“ angeboten. Weitere Kurse, die sich an Angehörige richten, um deren Kompetenzen in der sogenannten „familialen Pflege“ aufzubauen und zu steigern, sind Kursangebote mit den Schwerpunktthemen Parkinson, Multipler Sklerose und neurologischer Krankheitsbilder aufgrund eines Schlaganfalls.